# オランダ時代博物館
オランダ時代博物館（Dutch Period Museum）はスリランカの西部州コロンボにある博物館。
スリランカのオランダ植民地時代に関する資料が展示されており、建物も植民地政府のものを修復したものである。
1977年から1981年までの修復を経て1982年に一般開放された。